# تينا ليونغ
تينا ليونغ كوك - هينغ (باللغة الصينية:梁幗馨؛ توفيت في 31 مارس 2010). تعرف أيضاً باسمها الفني تينا تي أو دي نا (باللغة الصينية: 狄娜)، كانت ممثلة في هونغ كونغ. تشمل أعمالها فوضى عارمة، في يوم من الأيام، موعد مظلم وأمير الحرب.
إلى جانب التمثيل، كانت نشطة في مجال الأعمال والسياسة. في عام 2008 اعترفت بجمع المعلومات لصالح الحزب الشيوعي الصيني في فترة الستينات.
تم تشخيصها بسرطان عنق الرحم في عام 2005. في عام 1998 بدأت ممارسة زونغ سانغ جي والتي لها الفضل في تمديد حياتها. توفيت عام 2010 بعمر 65 سنة. خلفت ورائها ابنها مايكل ما.

## وصلات خارجية
- تينا ليونغ على موقع IMDb (الإنجليزية)
- تينا ليونغ على موقع ديسكوغز (الإنجليزية)
- الموقع الرسمي لتينا تي